# Biedrzychowice Górne
Biedrzychowice Górne (niem. Friedersdorf) – nieistniejąca wieś w Polsce położona w województwie dolnośląskim, w powiecie zgorzeleckim, w gminie Bogatynia.

## Historia
Wieś wzmiankowana po raz pierwszy w 1326 r. W roku tym posiadała już własny kościół. Od XIV w. własność Bibersteinów, następnie, najpóźniej od początku XV stulecia, rodu von Kyaw, który miał w niej swoją rodową rezydencję do 1802 r. W 1542 r. miejscowa parafia przeszła na luteranizm. W 1645 r. kościół we wsi oraz funkcjonująca przy nim szkoła zostały zniszczone w pożarze. Pałac rodziny von Kyaw został rozebrany w 1818 r. W 1930 r. do miejscowości włączono sąsiednią wieś Zittel. Przed II wojną światową w miejscowości funkcjonowały mechaniczna niciarnia i motalnia należące do Hermana Rosenkranza.
W latach 1954–1959 wieś była siedzibą władz gromady Biedrzychowice Górne. Gromada była jedną z jednostek położonych w pasie małego ruchu granicznego z Czechosłowacją. Następnie gromadę przekształcono w osiedle o nazwie Sieniawka. W latach 1975–1998 miejscowość należała administracyjnie do województwa jeleniogórskiego.
W 1847 r. w Biedrzychowicach Górnych żyło 583 osób, w 1890 r. - 688 osób. W okresie II wojny światowej, w 1943 r., liczba mieszkańców osiągnęła 943 osoby, natomiast po wojnie spadła do 186 (stan na r. 1947). W 1980 r. w Biedrzychowicach żyło 338 osób. W tej samej dekadzie wieś została zajęta przez wyrobisko Kopalni Węgla Brunatnego Turów.